# The Leatherneck
The Leatherneck é um filme norte-americano de 1929, do gênero ação, dirigido por Howard Higgin e estrelado por William Boyd e Alan Hale.

## Sinopse
Uma série de eventos leva os fuzileiros navais amigos William Calhoun e Otto Schmidt à corte marcial, na sede do Sexto Regimento da Marinha Americana, baseado na China. Seu crime: deserção. Um terceiro colega, Joe Hanlon, e uma misteriosa russa, Tanya, são essenciais para se entender porque as coisas chegaram a esse ponto.

## Premiações
| Patrocinador                                  | Prêmio | Categoria               | Situação |
| --------------------------------------------- | ------ | ----------------------- | -------- |
| Academia de Artes e Ciências Cinematográficas | Oscar  | Melhor Roteiro Adaptado | Indicado |

## Elenco
| Ator/Atriz       | Personagem      |
| ---------------- | --------------- |
| William Boyd     | William Calhoun |
| Alan Hale        | Otto Schmidt    |
| Robert Armstrong | Joseph Hanlon   |
| Fred Kohler      | Heckla          |
| Diane Ellis      | Tanya           |
| Jimmy Aldine     | Irmão de Tanya  |
| Paul Weigel      | Petrovitch      |
| Wade Boteler     | Sargento        |